# MagSafe
MagSafe é uma série de conectores elétricos ligados de forma magnética proprietário da Apple Inc para MacBooks. Foi introduzido no MacBook Pro em 10 de Janeiro de 2006, o primeiro laptop Mac baseado em Intel. O MagSafe é conectado através de magnetismo para que, caso o cabo seja puxado por acidente ele saia da tomada, sem danificar o conector ou puxar o computador para fora de uma superfície. Uma versão mais fina e ampla, chamada MagSafe 2, foi lançada em 2012. Apesar de sua popularidade entre muitos usuários de Mac, o conector foi descontinuado das linhas de produtos da Apple entre 2016 e 2019 e foi substituído pelo USB-C. Em 2021, a Apple voltou a utilizar o conector no novos modelos de MacBook Pro, eles agora utilizam o MagSafe 3.

## História
O conceito básico de MagSafe foi derivado dos conectores de energia magnética que fazem parte de muitas fritadeiras e utensílios de cozinha japoneses desde o início dos anos 2000 que tem por objetivo evitar derramar seu conteúdo quente do recipiente. O MagSafe foi introduzido em 10 de janeiro de 2006 no MacBook Pro de primeira geração.
A Apple eliminou a entrada MagSafe com o lançamento do MacBook Retina (2015) e do MacBook Pro de 2016 que foi substituído pela entrada USB-C para carregamento e transferência de dados. O último produto com o MagSafe, o MacBook Air de 2017, foi descontinuado em 9 de julho de 2019. Apesar disso, a Apple acabou voltando a utilizar o padrão em 2021 nos novos modelos de MacBook Pro com chip M1.
A Apple reutilizou a marca MagSafe para uma série de acessórios baseados no padrão Qi no iPhone 12 e 12 Pro.

## Características

### MagSafe (original)
O MagSafe de primeira geração possui pinos conectores que são projetados para que o conector possa ser inserido em qualquer orientação. Originalmente, o conector era em forma de T, com o cabo direcionado diretamente para fora; mais tarde tornou-se em forma de L, com o cabo direcionado ao longo da lateral do computador ainda podendo ser inserido em qualquer orientação, a menos que o uso simultâneo de portas vizinhas como USB exigiu direcionar o cabo para a parte traseira. Os LEDs na parte superior e inferior do conector iluminam-se em verde se a bateria do computador estiver totalmente carregada e âmbar ou vermelha se a bateria estiver carregando. O MagSafe pode ser encontrado nos notebooks MacBook (2006-11), MacBook Pro (2006-15) e MacBook Air (2008-17). O Apple LED Cinema Display e o Thunderbolt Display incluem adaptadores MagSafe. 
O MacBook e o MacBook Pro de 13 polegadas usam um carregador MagSafe de 60 W, enquanto o MacBook Pro de 15 e 17 polegadas usa uma versão de 85 W. O MacBook Air usou uma versão de 45 W com uma potência menor. De acordo com a Apple, um adaptador com uma potência maior do que o fornecido originalmente pode ser usado sem problemas.

### MagSafe 2

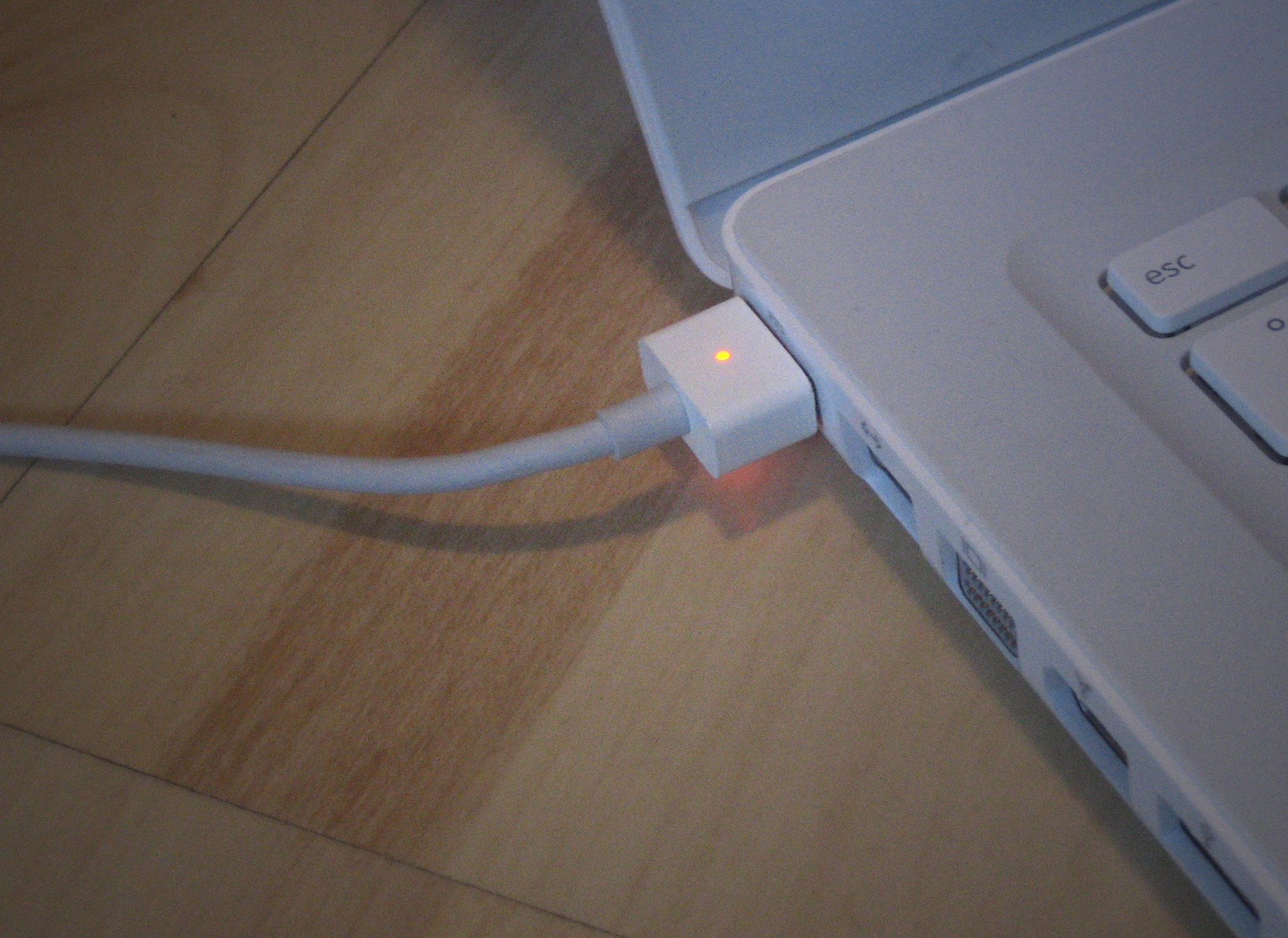
Conector MagSafe 2 conectado a um MacBook

O MagSafe 2 foi introduzido no MacBook Air e MacBook Pro com Tela Retina na Conferência Mundial de Desenvolvedores de 2012 em 11 de julho de 2012. Ele é mais fino para se adequar aos laptops mais finos e também mais largo para aumentar aderência magnética do conector. A entrada é incompatível com os conectores MagSafe mais antigos. A Apple lançou um adaptador que também foi lançado com o Thunderbolt Display. O design em forma de T que aponta para fora retornou, em vez da formato em L.

### MagSafe 3
Em 18 de outubro de 2021, a Apple anunciou os novos modelos de MacBook Pro com processador M1 Pro e M1 Max de 14 polegadas e 16 polegadas com MagSafe 3. O MagSafe 3 é mais fino que seu antecessor e se conecta a uma fonte de alimentação usando um cabo removível com uma extremidade de padrão USB-C. Ele suporta até 140W de energia no MacBook Pro de 16 polegadas com sua fonte de alimentação GaN de 140W empacotada que suporta USB-C Power Delivery 3.1. Em junho de 2022, a Apple anunciou o MacBook Air M2 com o MagSafe 3 com três novos cabos de cores distintas.